# جيرهارد شيدل
غيرهارد شيدل (5 نوفمبر 1957 - 30 نوفمبر 2000) كان ملحنا نمساويا.
واجها جيرهارد فترة طويلة من الاكتئاب، والتي انتهت باطلاق النار على نفسه منتحرا في الغابة بالقرب من منزله في ايشتاين، ودفن في القبر الفخري بالمقبرة المركزية بفيينا، المجموعة 40 رقم 97.